# Зиллер, Пол
Пол Зиллер(англ. Paul Ziller) — американский и канадский телевизионный режиссёр, сценарист, монтажёр, автор фильмов категории Б для телеканала Syfy Universal.

## Биография
Зиллер изучал кино и телевидение в Нью-Йоркском университете, который окончил в начале 1980-х.
Режиссёрский дебют Зиллера состоялся в 1988 году, когда он снял фильм-слэшер «Роковая ночь». Впоследствии Зилер экспериментировал с жанрами, его работы варьировались от криминальных триллеров и семейных фильмов до фильмов о боевых искусствах; в начале девяностых он снял несколько боевиков в этом стиле — «Кровавый кулак 4: Смертельная попытка» (1992) и Сильнейший удар 2» (1996).
В 2000-х Пол Зиллер снял множество низкобюджетных фильмов (обычно в жанре фильма-катастрофы или хоррора) для телеканала Syfy Universal, включая такие, как «Солнечный удар» (2006) с Марком Дакаскосом в главной роли, или «Ужасы Лох-Несса» (2008) с Брайаном Краузе. В интервью режиссёр признавал, что «застрял в жанре», однако ему это нравится «больше, чем снимать программы на Lifetime» (канал, известный своими стереотипными драматическими телефильмами с женщинами в главных ролях).

## Фильмография
| Год  |    | Русское название                      | Оригинальное название   | Роль                               |
| ---- | -- | ------------------------------------- | ----------------------- | ---------------------------------- |
| 1990 | ф  | Удар в спину                          | Back Stab               | монтажёр, консультант по сценарию  |
| 1992 | ф  | Кровавый кулак 4: Смертельная попытка | Bloodfist 4: Die Trying | режиссёр, сценарист                |
| 1994 | с  | Горец                                 | Highlander: The Series  | режиссёр (эпизод «Obsession»)      |
| 1995 | тф | Виртуальное соблазнение               | Virtual Seduction       | режиссёр, сценарист                |
| 1996 | ф  | Сильнейший удар 2                     | Shootfighter II         | режиссёр                           |
| 2004 | тф | Проклятье мёртвого озера              | Snakehead Terror        | режиссёр, продюсер, монтажёр       |
| 2006 | тф | Солнечный удар                        | Solar Attack            | режиссёр                           |
| 2006 | тф | Враги                                 | Android Apocalypse      | режиссёр                           |
| 2006 | с  | Звёздные врата: Атлантида             | Stargate: Atlantis      | режиссёр (эпизод «The Real World») |
| 2007 | с  | Крепкий орешек Джейн                  | Painkiller Jane         | режиссёр (эпизод «The League»)     |
| 2008 | тф | Ужасы Лох-Несса                       | Beyond Loch Ness        | режиссёр, сценарист                |
| 2009 | тф | Полярная буря                         | Polar Storm             | режиссёр, сценарист                |
| 2010 | тф | Древнее пророчество                   | Stonehenge Apocalypse   | режиссёр, сценарист                |